# Aldís Ásta Heimisdóttir
Aldís Ásta Heimisdóttir (* 14. April 1999 in Akureyri, Island) ist eine isländische Handballspielerin, die für die isländische Nationalmannschaft aufläuft.

## Karriere
Aldís Ásta Heimisdóttir spielte für den isländischen Verein KA/Þór, mit deren Damenmannschaft sie im Jahr 2021 die isländische Meisterschaft gewann. Im Jahr 2022 wechselte die Rückraumspielerin zum schwedischen Erstligisten Skara HF. Mit Skara HF gewann sie im Jahr 2025 den ersten schwedischen Meistertitel der Vereinsgeschichte.
Aldís Ásta Heimisdóttir bestritt am 10. Oktober 2021 ihr Länderspieldebüt für die isländische Nationalmannschaft gegen Serbien, nachdem sie erst kurz zuvor für Lovísa Thompson in das isländische Aufgebot gerückt war. Sie gehörte dem erweiterten isländischen Aufgebot für die Weltmeisterschaft 2023 sowie für die Europameisterschaft 2024 an, blieb jedoch bei beiden Turnieren ohne Einsatz.